# Wołodymyrśka hirka
Wołodymyrśka hirka (ukr. Володимирська гірка) – park miejski o powierzchni 10,6 ha, położony na stromym prawym brzegu Dniepru w centrum Kijowa. Jest jednym z najstarszych i najbardziej rozpoznawalnych parków w mieście. Jego najbardziej charakterystycznym elementem jest pomnik księcia Włodzimierza I Wielkiego, uznawany za jeden z symboli Kijowa. Z parku roztacza się rozległa panorama na rzekę Dniepr, lewy brzeg oraz historyczną dzielnicę Padół.

## Historia
Pierwsza wzmianka o wzgórzu pojawia się w Powieści minionych lat, gdzie opisano budowę monastyru Michajłowskiego o Złotych Kopułach przez księcia Światopełka II w 1108. Samo wzgórze było częścią dawnej cytadeli wzniesionej przez Izjasława I.
Park założono w latach 1830-1840. Wzgórze zawdzięcza swą nazwę pomnikowi księcia Włodzimierza I Wielkiego, odsłoniętemu w 1853 na środkowym tarasie. W XIX wieku rozpoczęto zagospodarowanie terenu – tworzono alejki, umacniano zbocza, sadzono drzewa i budowano elementy małej architektury.
Obecnie park pełni funkcję reprezentacyjną i rekreacyjną, stanowiąc jednocześnie ważny element krajobrazowy oraz historyczno-kulturowy Kijowa.
Budowę współczesnych tarasów rozpoczęto w latach 40. XIX wieku. Był to pierwszy park publiczny w Kijowie dostępny bez opłat.

## Infrastruktura i przyroda
W 1902 przy Konkatedrze Świętego Aleksandra powstał pawilon z panoramą Golgoty, zniszczony w 1935 przez władze sowieckie. Przez park przebiega brukowana ulica Wołodymyrśkyj uzwiz. Na północnym krańcu funkcjonuje kijowski funikular łączący górne miasto z Padołem, równolegle do której biegnie schodkowe zejście.
Przy południowej granicy parku znajduje się Ukraiński Dom. Jednym z najbardziej znanych miejsc w parku jest żeliwna altana z 1899, ufundowana przez Wasilija Kokoriewa, moskiewskiego kupca i magnata naftowego, który miał zachwycić się krajobrazem Kijowa. W parku znajduje się również fontanna oraz rzeźba poświęcona Dantemu Alighieri.
Wśród drzewostanu dominują gatunki liściaste, takie jak jesion, klon, kasztanowiec i robinia. W parku występują także rzadkie gatunki, m.in. cyprysowiec orzechowy, magnolia szerokolistna, orzesznik owłosiony czy brzoza dahurska.